# Phare d'Itajaí (nord)
Le phare d'Itajaí (nord) (en portugais Farol da Itajaí) est un phare situé sur le brise-lames nord du Rio Itajaí-Açu à Itajaí, dans l'État de Santa Catarina, au Brésil. 
Ce phare est la propriété de la Marine brésilienne. Il est géré par le Centro de Sinalização Náutica e Reparos Almirante Moraes Rego (CAMR) au sein de la Direction de l'Hydrographie et de la Navigation (DHN).

## Histoire
Ce phare de port, mis en service en 1938, est une tour cylindrique en trois étages de 12 m de hauteur. Il est peint en blanc avec des bandes rouges horizontales. 
Il émet, à 16 m de hauteur focale, trois éclats rouges toutes les 10 secondes. 
Il fonctionne en parallèle du Phare d'Itajaí (sud).
|                   |
| L'entrée du port. |